# Jan Hulsker
Jan Hulsker (ur. 2 października 1907 w Hadze, zm. 9 listopada 2002 w Vancouver) – holenderski historyk, badacz twórczości Vincenta van Gogha.

## Biografia i działalność
Jan Hulsker studiował holenderską literaturę. W 1946 obronił pracę doktorską na Uniwersytecie w Lejdzie. Był jednym ze światowych autorytetów, jeśli chodzi o twórczość Vincenta van Gogha, którą zajmował się od lat 50. XX w. Jest autorem katalogu Complete Van Gogh: Paintings, Drawings, Sketches, wydanego po raz pierwszy w 1977, wznowionego w 1996 – obszernej monografii, w której prace van Gogha, w przeciwieństwie do katalogu Jacoba de la Faille, zostały ułożone w porządku chronologicznym i opatrzone symbolem JH; sygnatura ta jest stosowana równolegle z oznaczeniami według katalogu De la Faille (F). Hulsker był również autorem obszernej biografii van Gogha, Vincent and Theo van Gogh: A Dual Biography. 
W latach 1966–1972 był dyrektorem generalnym ds. kulturalnych Ministerstwa Kultury Holandii.
W 1981 Jan Hulsker wraz z żoną przeprowadził się do Victorii w Kanadzie. Na miejscowym uniwersytecie University of Victoria otrzymał stanowisko adjunct professor. 
Współzałożyciel Fundacji Vincenta van Gogha i Muzeum Vincenta van Gogha. Odznaczony srebrnym medalem Koninklijke Nederlandse Akademie van Wetenschappen (pol. Holenderskiej Królewskiej Akademii Nauk) za wkład do holenderskiej sztuki i literatury.

## Książki na temat van Gogha
- Jan Hulsker: The Complete Van Gogh. Oxford: Phaidon, 1980. ISBN 0-7148-2028-8. (ang.). Brak numerów stron w książce
- Jan Hulsker: Vincent and Theo van Gogh; A dual biography. Ann Arbor: Fuller Publications, 1990. ISBN 0-940537-05-2. (ang.). Brak numerów stron w książce